# Koziniec (Wzgórza Strzelińskie)
Koziniec, zwany także Kozią Górą – wzgórze (245,7 m n.p.m.) w południowo-zachodniej Polsce, we Wzgórzach Strzelińskich, na Przedgórzu Sudeckim.